# Vencedores do IWGP Junior Heavyweight Tag Team Championship

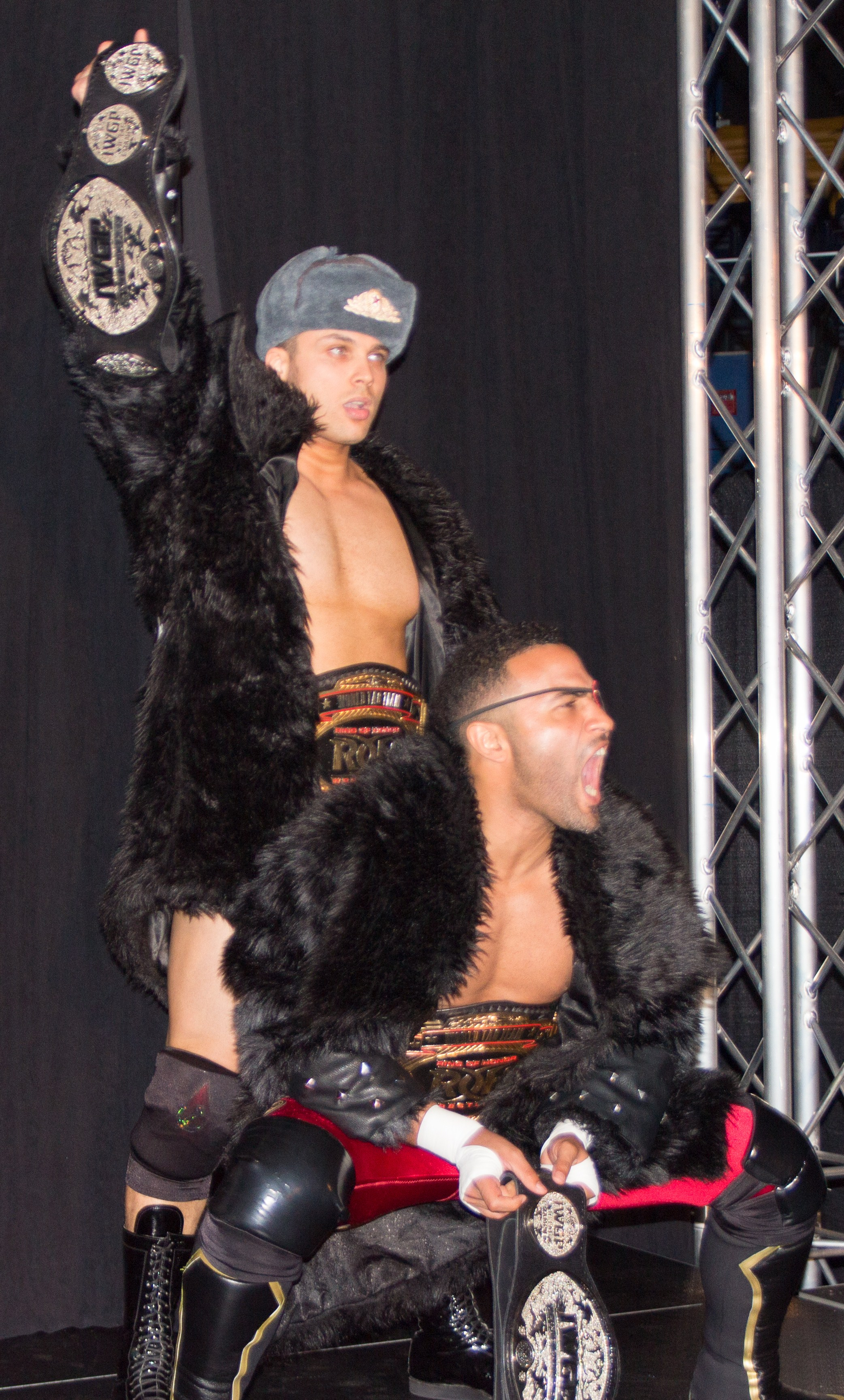
Os Forever Hooligans com os IWGP Junior Tag Team Champions e os ROH Tag Team Champions

O IWGP Junior Heavyweight Tag Team Championship é um campeonato de luta livre profissional de equipes de peso pesado junior que pertence a promoção New Japan Pro Wrestling (NJPW). IWGP é um acrónimo da entidade máxima da NJPW, a International Wrestling Grand Prix. O título foi introduzido em 8 de agosto de 1998 num evento ao vivo. Os IWGP Junior Heavyweight Tag Team Championship no são os únicos títulos de equipes da NJPW; o IWGP Tag Team Championship também é usado pela NJPW. De acordo com o site oficial da NJPW, os IWGP Junior Heavyweight Tag Team Championship estão listados com "IWGP Jr. Tag Class", enquanto que os IWGP Tag Team Championship são considerados como "IWGP Heavy Weight Class". Os títulos são contestados por lutadores peso pesado júnior; o limite de peso para o título é 100 kg (220 lb) por parceiro. Sendo um campeonato de luta livre, o título é ganho com um resultado de um efeito predeterminado.
As mudanças do título são promovidas nos eventos da NJPW. Os campeões inaugurais foram o Shinjiro Otani e Tatsuhito Takaiwa, que derrotaram o Dr. Wagner Jr. e Koji Kanemoto em 8 de agosto de 1998 nas finais de um torneio. O Jushin Thunder Liger e Prince Devitt partilharam o recorde de mais reinados por lutador individual, com seis. Os quatro reinados, foi as equipes do Gedo and Jado e os Apollo 55 (Prince Devitt e Ryusuke Taguchi) partilharam o recorde de mais reinados por equipe. Os quatro reinados do Gedo e do Jado combinados dão 960 dias,o maior de qualquer equipe. Separados, o Gedo e Jado estão empatados para a maioria dos dias como campeão. A NJPW manteve registadas todas as defesas sucedidas de todos os reinados, que é diferente da maioria das organizações de luta livre. Eles tambem têm o recorde de mais defesas sucedidas, com 15. O Gedo e Jado separados estão empatados com o recorde de mais defesas sucedidas por lutador individual. Os Apollo 55 (Prince Devitt e Ryusuke Taguchi) têm o recorde de mais defesas sucedidas durante um reinado, com 7. O The Great Sasuke e Jushin Thunder Liger's tiveram 1 reinado, o Minoru e Prince Devitt tiveram tambem 1 reinado, o El Samurai e Koji Kanemoto tiveram tambem 1 reinado, os Apollo 55 tiveram 4 reinados , o  Jushin Thunder Liger e Tiger Mask tiveram tambem 1 reinado, os The Young Bucks (Matt Jackson e Nick Jackson) tiveram 2 reinados e os Roppongi Vice (Baretta e Rocky Romero) tiveram 1 reinado e partilham o recorde para o menor número de defesas bem sucedidas, com zero. O segundo reinado de 348 dias do Shinjiro Otani e do Tasushito Takaiwa é o mais longo da história do título. E o reinado do Minoru e do Prince Devitt é o mais curto, com 21 dias. No geral, houve 45 reinados partilhados entre 41 lutadores, que fizeram 29 equipes diferentes. Os atuais campeões são os The Young Bucks (Matt e Nick Jackson), que estam no seu seixto reinado como equipe e individual.

## História do título
| #  | Equipe                                                   | Reinados | Data                    | Dias   | Local            | Evento                                                                   | Defesas | Notas |
| -- | -------------------------------------------------------- | -------- | ----------------------- | ------ | ---------------- | ------------------------------------------------------------------------ | ------- | --- |
| 1  | Shinjiro Otani e Tatsuhito Takaiwa                       | 1        | 8 de agosto de 1998     | 149    | Osaka, Japão     | Rising the Next Generations in Osaka Dome                                | 2       | O Shinjiro Otani e Tatsuhito Takaiwa derrotaram o Dr. Wagner Jr. e Koji Kanemoto numa final de um torneio para tornarem-se os primeiro campeões.                               |
| 2  | Dr. Wagner Jr. e Kendo Kashin                            | 1        | 4 de janeiro de 1999    | 96     | Toquio, Japão    | Wrestling World                                                          | 2       | |
| 3  | The Great Sasuke e Jushin Thunder Liger                  | 1        | 10 de abril de 1999     | 94     | Toquio, Japão    | Strong Style Symphony                                                    | 0       | |
| 4  | Shinjiro Otani e Tatsuhito Takaiwa                       | 2        | 13 de julho de 1999     | 348    | Morioka, Japão   | Summer Struggle 1999                                                     | 4       | |
| 5  | Koji Kanemoto e Minoru Tanaka                            | 1        | 25 de junho de 2000     | 254    | Toquio, Japão    | Summer Struggle 2000                                                     | 3       | |
| 6  | El Samurai e Jushin Thunder Liger (2)                    | 1        | 6 de março de 2001      | 136    | Toquio, Japão    | Hyper Battle 2001                                                        | 1       | |
| 7  | Gedo e o Jado                                            | 1        | 20 de julho de 2001     | 286    | Sapporo, Japão   | Dome Quake                                                               | 6       | |
| 8  | Jushin Thunder Liger (3) e Minoru Tanaka (2)             | 1        | 2 de maio de 2002       | 119    | Toquio, Japão    | Toukon Memorial Day                                                      | 1       | |
| 9  | Tsuyoshi Kikuchi e Yoshinobu Kanemaru                    | 1        | 29 de agosto de 2002    | 150    | Toquio, Japão    | Cross Road                                                               | 4       | |
| 10 | Jushin Thunder Liger (4) e Koji Kanemoto (2)             | 1        | 26 de janeiro de 2003   | 282    | Kobe, Japão      | The First Navigation 2003                                                | 6       | [ 4 ] [ 5 ] |
| —  | Desocupado                                               | —        | 4 de novembro de 2003   | —      | N/A              | N/A                                                                      | —       | O título foi desocupado devido ao Koji Kanemoto fraturado a maçã do rosto esquerdo.                                                                                            |
| 11 | Gedo e o Jado                                            | 2        | 29 de novembro de 2003  | 104    | Miyagi, Japão    | Battle Final 2003                                                        | 2       | O Gedo e Jado derrotaram o Hirooki Goto e Ryusuke Taguchi para ganhar os títulos desocupados.                                                                                  |
| 12 | American Dragon e Curry Man                              | 1        | 12 de março de 2004     | 85     | Toquio, Japão    | Hyper Battle 2004                                                        | 1       | [ 7 ] |
| 13 | Gedo e o Jado                                            | 3        | 5 de junho de 2004      | 272    | Osaka, Japão     | Best of the Super Jr. XI                                                 | 5       | |
| 14 | Koji Kanemoto (3) e Wataru Inoue                         | 1        | 4 de março de 2005      | 71     | Toquio, Japão    | Big Fight Series 2005                                                    | 2       | |
| 15 | Hirooki Goto e Minoru Tanaka (3)                         | 1        | 14 de maio de 2005      | 281    | Toquio, Japão    | Nexess VI                                                                | 2       | |
| 16 | El Samurai (2) e Ryusuke Taguchi                         | 1        | 19 de fevereiro de 2006 | 139    | Toquio, Japão    | Circuit2006 Acceleration                                                 | 2       | |
| 17 | Gedo e o Jado                                            | 4        | 8 de julho de 2006      | 298    | Shizuoka, Japão  | Circuit2006 Turbulence                                                   | 2       | |
| 18 | Dick Togo e Taka Michinoku                               | 1        | 2 de maio de 2007       | 270    | Toquio, Japão    | New Japan Pro Wrestling 35th Anniversary Tour Brave New World: Hall2Days | 3       | |
| 19 | Prince Prince (Minoru (4) e Prince Devitt)               | 1        | 27 de janeiro de 2008   | 21     | Toquio, Japão    | Circuit2008 New Japan Ism                                                | 0       | |
| 20 | Legend (Akira e Jushin Thunder Liger (5))                | 1        | 17 de fevereiro de 2008 | 155    | Toquio, Japão    | Circuit2008 New Japan Ism                                                | 1       | |
| 21 | Prince Prince (Minoru (5) e Prince Devitt (2))           | 2        | 21 de julho de 2008     | 84     | Sapporo, Japão   | Circuit2008 New Japan Soul: Novello Sparks                               | 1       | |
| 22 | No Limit (Tetsuya Naito e Yujiro)                        | 1        | 13 de outubro de 2008   | 83     | Toquio, Japão    | Destruction '08                                                          | 1       | |
| 23 | The Motor City Machine Guns (Alex Shelley e Chris Sabin) | 1        | 4 de janeiro de 2009    | 182    | Toquio, Japão    | Wrestle Kingdom III in Tokyo Dome                                        | 3       | Os Motor City Machine Guns derrotaram os campeões duas vezes na sua promoção Total Nonstop Action Wrestling (TNA) durante o seu reinado, parte do acordo entre a TNA e a NJPW. |
| 24 | Apollo 55 (Prince Devitt (3) e Ryusuke Taguchi (2))      | 1        | 5 de julho de 2009      | 290    | Toquio, Japão    | Circuit2009 New Japan Soul                                               | 5       | [ 9 ] |
| —  | Desocupado                                               | —        | 21 de abril de 2010     | —      | N/A              | N/A                                                                      | —       | Os títulos ficaram desocupados por não serem defendidos durante 30 dias. |
| 25 | El Samurai (3) e Koji Kanemoto (4)                       | 1        | 8 de maio de 2010       | 72     | Toquio, Japão    | Super J Tag Tournament 1st                                               | 0       | El Samurai e Kanemoto derrotaram Apollo 55 (Prince Devitt e Ryusuke Taguchi) na finais da eight-team tournament para ganhar os títulos desocupados.                            |
| 26 | Apollo 55 (Prince Devitt (4) e Ryusuke Taguchi (3))      | 2        | 19 de julho de 2010     | 84     | Sapporo, Japão   | Circuit2010 New Japan Soul                                               | 1       | |
| 27 | Golden☆Lovers (Kenny Omega e Kota Ibushi)                | 1        | 11 de outubro de 2010   | 104    | Tokyo, Japão     | Destruction '10                                                          | 2       | |
| 28 | Apollo 55 (Prince Devitt (5) e Ryusuke Taguchi (4))      | 3        | 23 de janeiro de 2011   | 260    | Toquio, Japão    | Fantastica Mania 2011                                                    | 7       | |
| 29 | No Remorse Corps (Davey Richards e Rocky Romero)         | 1        | 10 de outubro de 2011   | 86     | Toquio, Japão    | Destruction '11                                                          | 1       | |
| 30 | Apollo 55 (Prince Devitt (6) e Ryusuke Taguchi (5))      | 4        | 4 de janeiro de 2012    | 39     | Toquio, Japão    | Wrestle Kingdom VI in Tokyo Dome                                         | 0       | |
| 31 | No Remorse Corps (Davey Richards e Rocky Romero)         | 2        | 12 de fevereiro de 2012 | 80     | Osaka, Japão     | The New Beginning                                                        | 0       | |
| —  | Desocupado                                               | —        | 2 de maio de 2012       | —      | N/A              | N/A                                                                      | —       | Os títulos foram retirados porque Davey Richards não conseguiu ir a Wrestling Dontaku 2012 por causa de problemas de voos.                                                     |
| 32 | Jushin Thunder Liger (6) e Tiger Mask                    | 1        | 16 de junho de 2012     | 36     | Osaka, Japão     | Dominion 6.16                                                            | 0       | O Jushin Thunder Liger e Tiger Mask derrotaram os Suzuki-gun (Taichi e Taka Michinoku) para ganhar os títulos desocupados.                                                     |
| 33 | Forever Hooligans (Alex Koslov e Rocky Romero (3))       | 1        | 22 de julho de 2012     | 112    | Yamagata, Japão  | Kizuna Road                                                              | 2       | |
| 34 | Time Splitters (Alex Shelley (2) e Kushida)              | 1        | 11 de novembro de 2012  | 173    | Osaka, Japão     | Power Struggle                                                           | 3       | |
| 35 | Forever Hooligans (Alex Koslov (2) e Rocky Romero (4))   | 2        | 3 de maio de 2013       | 164    | Fukuoka, Japão   | Wrestling Dontaku 2013                                                   | 3       | |
| 36 | Suzuki-gun (Taichi e Taka Michinoku (2))                 | 1        | 14 de outubro de 2013   | 26     | Toquio, Japão    | King of Pro-Wrestling                                                    | 1       | |
| 37 | The Young Bucks (Matt Jackson e Nick Jackson)            | 1        | 9 de novembro de 2013   | 224    | Osaka, Japão     | Power Struggle                                                           | 5       | |
| 38 | Time Splitters (Alex Shelley (3) e Kushida (2))          | 2        | 21 de junho de 2014     | 140    | Osaka, Japão     | Dominion 6.21                                                            | 3       | |
| 39 | reDRagon (Bobby Fish e Kyle O'Reilly)                    | 1        | 8 de novembro de 2014   | 95     | Osaka, Japão     | Power Struggle                                                           | 1       | |
| 40 | The Young Bucks (Matt Jackson e Nick Jackson)            | 2        | 11 de fevereiro de 2015 | 53     | Osaka, Japão     | The New Beginning in Osaka                                               | 0       | Isto era um combate de três equipes, que também envolvia os Time Splitters (Alex Shelley e Kushida).                                                                           |
| 41 | Roppongi Vice (Baretta e Rocky Romero (5))               | 1        | 5 de abril de 2015      | 28     | Toquio, Japão    | Invasion Attack 2015                                                     | 0       | |
| 42 | The Young Bucks (Matt Jackson e Nick Jackson)            | 3        | 3 de maio de 2015       | 105    | Fukuoka, Japão   | Wrestling Dontaku 2015                                                   | 1       | Isto era um combate de três equipes, que também envolvia os reDRagon (Bobby Fish e Kyle O'Reilly).                                                                             |
| 43 | reDRagon (Bobby Fish e Kyle O'Reilly)                    | 2        | 16 de agosto de 2015    | 141    | Toquio, Japão    | G1 Climax 25                                                             | 2       | |
| 44 | The Young Bucks (Matt Jackson e Nick Jackson)            | 4        | 4 de janeiro de 2016    | 38     | Toquio, Japão    | Wrestle Kingdom 10 in Tokyo Dome                                         | 0       | Isto era um combate de quatro equipes, que também envolvia os Aerial Dogfight (Matt Sydal e Ricochet) e os Roppongi Vice (Baretta e Rocky Romero).                             |
| 45 | Matt Sydal e Ricochet                                    | 1        | 11 de fevereiro de 2016 | 236    | Osaka, Japão     | The New Beginning in Osaka                                               | 0       | Isto era um combate de três equipes, que também envolvia os reDRagon. |
| 46 | Roppongi Vice (Beretta (2) e Rocky Romero (6)            | 2        | 10 de abril de 2016     | 23     | Toquio, Japão    | Invasion Attack 2016                                                     | 0       | |
| 47 | Matt Sydal and Ricochet                                  | 2        | 3 de maio de 2016       | 47     | Fukuoka, Japão   | Wrestling Dontaku 2016                                                   | 0       | |
| 48 | The Young Bucks (Matt Jackson e Nick Jackson)            | 5        | 19 de junho de 2016     | 199    | Osaka, Japão     | Dominion 6.19 in Osaka-jo Hall                                           | 2       | Isto era um combate de quatro equipes, que também envolvia os reDRagon e os Roppongi Vice.                                                                                     |
| 49 | Roppongi Vice (Beretta (3) and Rocky Romero (7)          | 3        | 4 de janeiro de 2017    | 61     | Toquio, Japão    | Wrestle Kingdom 11                                                       | 1       | |
| 50 | Suzuki-gun (Taichi (2) and Yoshinobu Kanemaru (2)        | 1        | 6 de março de 2017      | 52     | Tóquio, Japão    | Hataage Kinenbi                                                          | 1       | |
| 51 | Roppongi Vice (Baretta (4) e Rocky Romero (8))           | 4        | 27 de abril de 2017     | 45     | Hiroshima, Japão | Road To Wrestling Donatku 2017                                           | 0       | |
| 52 | The Young Bucks (Matt Jackson e Nick Jackson)            | 6        | 11 de junho de 2017     | 2 834+ | Osaka, Japão     | Dominion 6.11 in Osaka-jo Hall                                           | 0       | |

## Lista de reinados combinados
Em 15 de março de 2025
| Símbolo | Significado               |
| ------- | ------------------------- |
| †       | Indica os atuais campeões |

### Por equipe
| Pos. | Equipe                                                   | Número de reinados | Defesas Combinadas | Dias Combinados |
| ---- | -------------------------------------------------------- | ------------------ | ------------------ | --------------- |
| 1    | Gedo e Jado                                              | 4                  | 15                 | 960             |
| 2    | Apollo 55 (Prince Devitt e Ryusuke Taguchi)              | 4                  | 13                 | 673             |
| 3    | The Young Bucks † (Matt Jackson and Nick Jackson)        | 6                  | 8                  | 3453+           |
| 4    | Shinjiro Otani e Tatsuhito Takaiwa                       | 2                  | 6                  | 497             |
| 5    | Time Splitters (Alex Shelley e Kushida)                  | 2                  | 6                  | 313             |
| 6    | Jushin Thunder Liger e Koji Kanemoto                     | 1                  | 6                  | 282             |
| 7    | Hirooki Goto e Minoru                                    | 1                  | 2                  | 281             |
| 8    | Forever Hooligans (Alex Koslov e Rocky Romero)           | 2                  | 4                  | 276             |
| 9    | Dick Togo e Taka Michinoku                               | 1                  | 3                  | 270             |
| 10   | Koji Kanemoto e Minoru Tanaka                            | 1                  | 3                  | 254             |
| 11   | reDRagon (Bobby Fish e Kyle O'Reilly)                    | 2                  | 3                  | 236             |
| 12   | The Motor City Machine Guns (Alex Shelley e Chris Sabin) | 1                  | 3                  | 182             |
| 13   | No Remorse Corps (Davey Richards e Rocky Romero)         | 2                  | 1                  | 166             |
| 14   | Roppongi Vice (Beretta e Rocky Romero)                   | 4                  | 1                  | 157             |
| 15   | Legend (Akira e Jushin Thunder Liger)                    | 1                  | 1                  | 155             |
| 16   | Tsuyoshi Kikuchi e Yoshinobu Kanemaru                    | 1                  | 4                  | 150             |
| 17   | El Samurai e Ryusuke Taguchi                             | 1                  | 2                  | 139             |
| 18   | El Samurai e Jushin Thunder Liger                        | 1                  | 1                  | 136             |
| 19   | Jushin Thunder Liger e Minoru Tanaka                     | 1                  | 1                  | 119             |
| 20   | Matt Sydal e Ricochet                                    | 2                  | 0                  | 106             |
| 21   | Prince Prince (Minoru e Prince Devitt)                   | 2                  | 1                  | 105             |
| 22   | Golden☆Lovers (Kenny Omega e Kota Ibushi)                | 1                  | 2                  | 104             |
| 23   | Dr. Wagner Jr. e Kendo Kashin                            | 1                  | 2                  | 96              |
| 24   | The Great Sasuke e Jushin Thunder Liger                  | 1                  | 0                  | 94              |
| 25   | American Dragon e Curry Man                              | 1                  | 1                  | 85              |
| 26   | No Limit (Tetsuya Naito e Yujiro)                        | 1                  | 1                  | 83              |
| 27   | El Samurai e Koji Kanemoto                               | 1                  | 0                  | 72              |
| 28   | Koji Kanemoto e Wataru Inoue                             | 1                  | 2                  | 71              |
| 29   | Suzuki-gun (Taichi e Yoshinobu Kanemaru)                 | 1                  | 1                  | 52              |
| 30   | Jushin Thunder Liger e Tiger Mask                        | 1                  | 0                  | 36              |
| 31   | Suzuki-gun (Taichi e Taka Michinoku)                     | 1                  | 1                  | 26              |

### Por lutador
| Pos. | Lutador              | Nº de reinados | Defesas combinadas | Dias combinados |
| ---- | -------------------- | -------------- | ------------------ | --------------- |
| 1    | Gedo                 | 4              | 15                 | 960             |
| 1    | Jado                 | 4              | 15                 | 960             |
| 3    | Jushin Thunder Liger | 6              | 9                  | 822             |
| 4    | Ryusuke Taguchi      | 5              | 14                 | 812             |
| 5    | Prince Devitt        | 6              | 13                 | 778             |
| 6    | Minoru/Minoru Tanaka | 5              | 7                  | 759             |
| 7    | Koji Kanemoto        | 4              | 11                 | 679             |
| 8    | Matt Jackson †       | 6              | 8                  | 3453+           |
| 8    | Nick Jackson †       | 6              | 8                  | 3453+           |
| 10   | Rocky Romero         | 8              | 6                  | 599             |
| 11   | Shinjiro Otani       | 2              | 6                  | 497             |
| 11   | Tatsuhito Takaiwa    | 2              | 6                  | 497             |
| 13   | Alex Shelley         | 3              | 9                  | 495             |
| 14   | El Samurai           | 3              | 3                  | 347             |
| 15   | Kushida              | 2              | 6                  | 313             |
| 16   | Taka Michinoku       | 2              | 4                  | 296             |
| 17   | Hirooki Goto         | 1              | 2                  | 281             |
| 18   | Alex Koslov          | 2              | 4                  | 276             |
| 19   | Dick Togo            | 1              | 3                  | 270             |
| 20   | Bobby Fish           | 2              | 3                  | 236             |
| 20   | Kyle O'Reilly        | 2              | 3                  | 236             |
| 22   | Yoshinobu Kanemaru   | 2              | 5                  | 202             |
| 23   | Chris Sabin          | 1              | 3                  | 182             |
| 24   | Davey Richards       | 2              | 1                  | 166             |
| 25   | Beretta              | 4              | 1                  | 157             |
| 26   | Akira                | 1              | 1                  | 155             |
| 27   | Tsuyoshi Kikuchi     | 1              | 4                  | 150             |
| 28   | Matt Sydal           | 2              | 0                  | 106             |
| 28   | Ricochet             | 2              | 0                  | 106             |
| 30   | Kenny Omega          | 1              | 2                  | 104             |
| 30   | Kota Ibushi          | 1              | 2                  | 104             |
| 32   | Dr. Wagner Jr.       | 1              | 2                  | 96              |
| 32   | Kendo Kashin         | 1              | 2                  | 96              |
| 34   | The Great Sasuke     | 1              | 0                  | 94              |
| 35   | American Dragon      | 1              | 1                  | 85              |
| 35   | Curry Man            | 1              | 1                  | 85              |
| 37   | Tetsuya Naito        | 1              | 1                  | 83              |
| 37   | Yujiro               | 1              | 1                  | 83              |
| 39   | Taichi               | 2              | 2                  | 78              |
| 40   | Wataru Inoue         | 1              | 2                  | 71              |
| 41   | Tiger Mask           | 1              | 0                  | 36              |